# ФК Гоч Врњачка Бања
Фудбалски клуб Гоч је српски фудбалски клуб из Врњачке Бање. Тренутно се такмичи у Шумадијско-рашкој зони, четвртом такмичарском нивоу српског фудбала.

## Историја[1]
ФК Гоч је основан 1936. године на иницијативу Врњчана др. Душана Радића, др. Милана Симића и проте Милана Ржанчанина. Ово је први фудбалски клуб и најстарији спортски клуб на територији Врњачке Бање. Велику улогу у формирању ФК Гоч имао је фудбалер Београдског БСК-а и репрезентације, Благоје Моша Марјановић који је, симболично, поклонио своју спортску опрему и фудбалску лопту донету из Чехословачке. Прву утакмицу ФК Гоч је одиграо 1936. године са Хајдуком из Трстеника.
Такмичарске сезоне 1989/90. ФК Гоч је обезбедио место у другој српској лиги - центар. Већ наредне године Гоч се пење степеницу више у којој 1992/93. осваја пето место што је и највећи успех клуба.
ФК Гоч игра и тренира на стадионима СРЦ " Рај ". Међу најуспешнијим фудбалерима Гоча је Драгољуб Гаца Жупац који је касније играо у крушевачком Напретку и београдској Црвеној звезди, а био је и члан омладинске репрезентације Југославије. Највећи фудбалски домет достигао је Владислав Ђукић играјући у А и Олимпијској репрезентацији Југославије, београдском Партизану и италијанској Чезени. Небојша Карамарковић је био играч чувене генерације Напретка из Крушевца која је играла и у европским куповима, а по једној анкети листа Спорт био је једно време најбољи десни халф у земљи. Из редова Гоча у вишим ранговима такмичења играли су Игор Стојаковић, Мирко Мијаиловић, Срђан Гашић, Предраг Гроздановић, Александар Мутавџић и Горан Јеринић.
Миломир Јевтић - Шваба је у анкети Врњачких новина проглашен за играча Гоча свих времена, а за најбољег голмана свих времена Милош Раденковић.